# Aymeline Valade
Aymeline Valade (Montpellier, 17 ottobre 1984) è una supermodella e attrice francese.

## Carriera
Cresciuta a Lione, ha posato tra l'altro per le copertine di Vogue edizione giapponese (nel 2011 e 2012) ed edizione italiana, nel 2014, nonché per Madame Figaro nel novembre 2014.
Ha calcato le passerelle anche per Vera Wang, Oscar de la Renta, Versace, Salvatore Ferragamo, Gucci, Roberto Cavalli, Prada, Giorgio Armani, Moschino, Missoni e Chanel.
Compare nella campagna pubblicitaria per la collezione autunno-inverno 2012 di Giorgio Armani, mentre al fianco di Lady Gaga e le colleghe Xiao Wen Ju, Valery Kaufman, Kayla Grace Scott e Mica Arganaraz nella collezione autunno-inverno 2016 di Tom Ford diretto da Nick Knight.
Nel 2014 ha interpretato la modella Betty Catroux nella pellicola Saint Laurent, al fianco di Gaspard Ulliel.

## Agenzie
- DNA Model Management, New York
- Viva Model Management, Parigi, Barcellona, Londra
- Women Management, Milano
- Mega Model Agency, Amburgo
- Elite Model Management - Stoccolma[3]

## Filmografia
- Riviera, regia di Anne Villacèque (2005)
- Saint Tropez (Sous le soleil), serie TV (2006)
- The Return (VII), regia di Karl Lagerfeld (2013) - cortometraggio
- Saint Laurent, regia di Bertrand Bonello (2014)
- Les deux amis, regia di Louis Garrel (2015)
- Valerian e la città dei mille pianeti (Valerian and the City of a Thousand Planets), regia di Luc Besson (2017)